# Lądzieniowate Polski

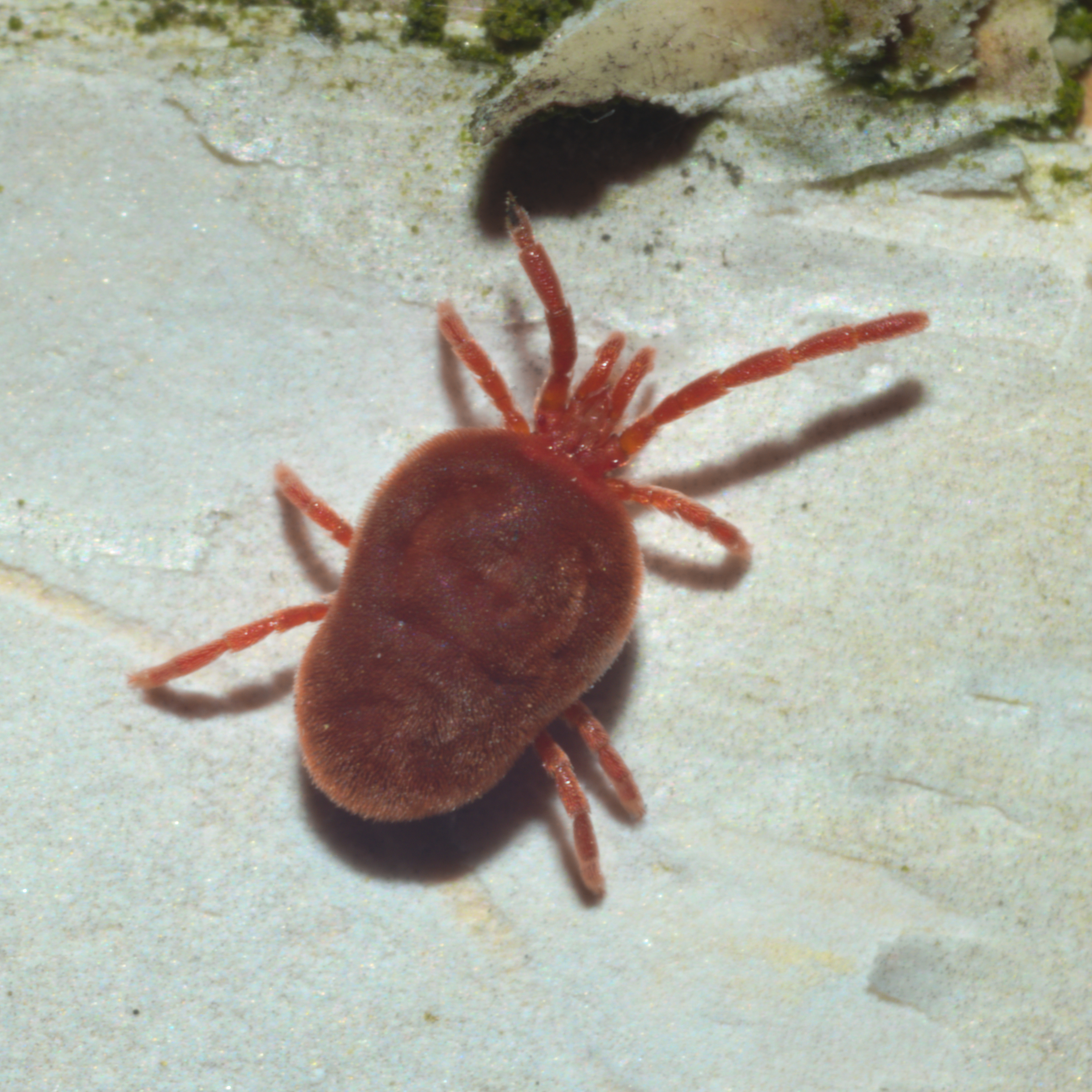
Trombidium sp., Bytom

Lądzieniowate Polski – ogół taksonów pajęczaków z rodziny lądzieniowatych (Trombidiidae), z rzędu roztoczy (Acari), których występowanie stwierdzono na terenie Polski. 
Według pracy Joanny Mąkol z 2005 roku, na terenie Polski występuje 27 gatunków z rodziny lądzieniowatych.

## Podrodzina:Trombidiinae(inne języki)

### RodzajTrombidium
- Trombidium brevimanum(inne języki)[2]
- Trombidium bulbisetum[2]
- Trombidium conisetum[2]
- Trombidium dacicum(inne języki)[2]
- Trombidium geniculatum(inne języki)[2]
- Trombidium heterotrichum(inne języki)[2]
- Trombidium holosericeum(inne języki)[2]
- Trombidium kneissli(inne języki)[2]
- Trombidium latum(inne języki)[2]
- Trombidium mediterraneum(inne języki)[2]
- Trombidium monticola[2]
- Trombidium rimosum(inne języki)[2]

### RodzajParatrombium
- Paratrombium klugkisti(inne języki)[2]
- Paratrombium megalochirum(inne języki)[3]

## Podrodzina: Allotrombiinae

### RodzajAllotrombium
- Allotrombium adustum[3]
- Allotrombium fuliginosum[3]
- Allotrombium incarnatum[3]
- Allotrombium molliculum[3]
- Allotrombium wolmari[3]

## Podrodzina: Podotrombiinae

### RodzajPodotrombium
- Podotrombium bicolor[3]
- Podotrombium filipes[3]
- Podotrombium kordulae[3]
- Podotrombium macrocarpum[3]
- Podotrombium spinosum[3]
- Podotrombium strandi[3]
- Podotrombium tymoni[3]
- Podotrombium verae[3]